# Dévaluation
Une dévaluation est, en économie, une réduction de la valeur d'une devise par rapport à une autre. Contrairement à une dépréciation, la dévaluation est décidée par les autorités monétaires du pays.
Dans la pratique, une dévaluation a lieu lorsque la banque centrale décide d'abaisser le taux de change de la devise par rapport à une référence. Cette référence peut être l'or (système d'étalon-or), une monnaie étrangère, ou encore un panier de monnaies. La dévaluation est l'inverse d'une « réévaluation », au cours de laquelle les autorités monétaires décident de fixer une valeur plus élevée à leur monnaie.

## Concept

### Définition
Une dévaluation est l'action par laquelle une monnaie perd en valeur, par rapport à une autre valeur de référence, sur décision de l'autorité publique chargée de la devise en question. La dévaluation se distingue ainsi de la dépréciation, qui est une perte de valeur spontanée de la cotation d'une devise par rapport à une autre, sans décision officielle, due à la simple confrontation entre l'offre et la demande.
Les autorités monétaires pratiquent des dévaluations dans plusieurs cas. Tout d'abord, sous la pression, lorsque le taux de change n'est plus tenable, pour éviter de perdre toutes leurs réserves de change. Ensuite, à titre préventif, avant que la monnaie soit attaquée (et pour éviter qu'elle le soit).
La dévaluation peut avoir d'autre motifs. Tout d'abord, servir la politique économique pour relancer la croissance économique, par la relance des exportations et le rééquilibrage de la balance commerciale. Aussi, elle peut servir à contribuer à rééquilibrer les finances publiques.

### Mécanisme
Dans un régime de change fixe, les autorités monétaires s'engagent à assurer la conversion de la monnaie à un taux de change défini. Elles disposent pour cela de réserves de change. Lorsque la monnaie nationale n'est pas désirée et est vendue en masse, sa valeur chute ; alors, pour conserver le taux de change décidé préalablement, la banque centrale opère des achats sur les marchés de change. Elle vend des monnaies étrangères dont elle dispose contre la monnaie nationale. Cela fait augmenter la valeur de la monnaie nationale, permettant un retour à la valeur du change fixe.
Toutefois, cette opération n'est possible que dans la limite de ces réserves de changes. La banque centrale ne peut vendre des devises étrangères dont elle ne disposerait pas dans ses coffres. Cela implique par ailleurs que le pays dispose de réserves importantes de monnaie étrangère, ce qui oblige le pays à vendre des biens aux pays étrangers dont il souhaite obtenir la devise.
Le système monétaire européen était un régime de changes fixes autorisant une légère dépréciation des monnaies, limitée à 2,5 %. Cette limite a été fixée à 15 %, en juillet 1993, lorsque les autorités monétaires ont reconnu que la spéculation gagnait systématiquement, les banques centrales n'ayant pas assez de réserves de change pour empêcher que la dépréciation devienne dévaluation.

### Effets recherchés
Les effets sont nombreux, en partie opposés les uns aux autres, et se combinent de façon complexe. La dévaluation est dite réussie si elle contribue à améliorer la situation économique du pays, notamment sa balance commerciale et ses finances publiques. Ce n'est pas toujours le cas.
La dévaluation vise à augmenter la compétitivité économique, en rétablissant un équilibre, par une correction du déséquilibre étant apparu (déficit commercial). Les effets prévisibles sont de deux natures :
- Dans un premier temps, la baisse de la valeur de la monnaie nationale fait augmenter le prix et la valeur des importations, effectuées dans d'autres monnaies. Cet « effet prix » dégrade la balance commerciale, spécialement pour les biens dont la demande intérieure est peu élastique aux prix ; le pétrole, importé en dollars, y pèsera par exemple plus lourd. Les dernières dévaluations du franc ont eu lieu juste après le choc pétrolier du début des années 1980, qui avait mis le feu au système monétaire européen ;
- À moyen terme, c'est l'« effet volume », qui joue : la baisse des prix des produits exportés par le pays permet d'augmenter les quantités vendues à l'étranger, tandis que la hausse du prix des importations incite à importer moins de produits de l'étranger, sauf s'il s'agit de consommations difficiles à diminuer, par exemple les matières premières stratégiques (uranium, etc.).

Ces effets contradictoires sont résumés dans la courbe en J : la dévaluation cause d'abord une brève dégradation de la balance commerciale (effet prix, dans la partie gauche du J), avant de permettre une amélioration d'une plus grande ampleur (effet volume, dans la partie droite du J).
Sur le plan financier, la dévaluation pénalise les investisseurs étrangers qui détiennent des emprunts publics. Historiquement, ils s'en sont toujours méfiés, et ont développé des outils comme l'indexation pour ne pas souffrir, voire profiter, des dévaluations. Les nations dont on craint qu'elles dévaluent seront contraintes d'emprunter en monnaie étrangère, ou en fournissant des garanties réelles (adossées sur des biens dont la valeur ne dépend pas de la devise, mais plutôt de l'économie générale du pays ou de l'économie mondiale, de sorte qu'ils peuvent même profiter d'une dévaluation).

## Effets

### Effets directs

#### Réduction du pouvoir d'achat
La dévaluation fait baisser la valeur d'une monnaie sur les autres monnaies. Ainsi, les consommateurs et les entreprises nationales se retrouvent lésées car leurs salaires ou profits leur permet d'acheter moins de biens ou de services à l'étranger pour le même budget qu'avant.

#### Réduction du patrimoine
La dévaluation appauvrit, symétriquement, les détenteurs de la monnaie dévaluée sous toutes ses formes. La possession de billets, de monnaie dans un compte en banque, d'obligations libellées dans ladite monnaie, et autres titres de créance, est ainsi pénalisée.

#### Réduction des dettes
La dévaluation réduit les dettes, notamment celle du plus important des débiteurs, l'État.

#### Stimulation des exportations
Aux yeux des pays étrangers, la dévaluation réduit les prix des biens proposés par le pays qui a dévalué. Cela stimule la demande relative des pays étrangers. Les exportations s'en trouvent favorisées.

#### Renchérissement des importations
La dévaluation, symétriquement, augmente les prix réels, et donc réduit la demande relative, des biens achetés avec la monnaie dévaluée. Les importations coûtent ainsi plus cher.

### Effets indirects

#### Inflation
Les vendeurs cherchent à augmenter leur prix de vente, et si possible les volumes qu'ils offrent à la vente, pour compenser la baisse des prix réels qu'ils ont subie. Les prix nominaux augmentent : il y a une inflation.

#### Inflation importée
Inversement, les achats de biens étrangers coûtent plus cher. Les importations sont découragées, la production nationale qui peut s'y substituer, encouragée (mais cet effet prendra du temps) : inflation importée.

#### Réduction du chômage
Sur le marché du travail, les salariés vont demander des augmentations et chercher plus de travail. Avant que ces augmentations se produisent, les employeurs peuvent accroître leur demande de travail, réduisant, du moins provisoirement, le chômage.

#### Augmentation du taux d'intérêt
Les créanciers subissant une perte en capital réelle vont compenser en augmentant leur prix, c'est-à-dire les taux d'intérêt.

## Risque de cercle vicieux
Le risque de cercle vicieux réside dans la détérioration initiale de la balance commerciale (l'effet prix de la partie gauche de la lettre J) et l'inflation importée, combinée aux réactions des agents. Si les prix nominaux augmentent autant que le montant de la dévaluation, son effet est nul ; s'ils augmentent davantage, la situation s'aggrave. La perturbation économique engendrée peut alors l'emporter sur l'accroissement de la compétitivité-prix attendue de la dévaluation, ce qui dégrade encore la situation économique générale, poussant à une nouvelle dévaluation, dont les effets ont toutes les raisons d'être aussi mauvais que ceux de la précédente. Dans les cas les plus graves, la confiance dans la monnaie disparait, et l'économie sombre dans l'hyperinflation, les taux de change fixes n'étant plus que des fictions et le change réellement effectué au marché noir.
Les « dévaluations réussies » sont des cas de plans globaux dont la dévaluation est un élément mais pas le seul (exemple : plan Pinay-Rueff).

## En France
La dernière dévaluation du franc remonte au 6 avril 1986. 17 dévaluations du franc ont eu lieu entre 1928 et 1986 ; elles visaient à restaurer la compétitivité économique. Par exemple, le 25 janvier 1948, Robert Schuman dévalue de 44,40 % le franc, qui se dépréciait depuis la Première Guerre mondiale. Le cours du dollar US était passé de 119 à 214 francs.
Les dévaluations des années 1950 et 1960 ne permirent pas d'obtenir une balance commerciale durablement stable. L'Allemagne, dont le deutschemark reste un modèle de stabilité, a mieux résisté aux chocs pétroliers de 1973 et 1979 car sa balance commerciale exportatrice net nourrissait des réserves de change croissantes et des réévaluations successives.
Le 11 janvier 1994, la France décide de la dévaluation du Franc CFA dans 14 pays africains en Afrique centrale et Afrique de l'ouest.